# Maurice Brocco

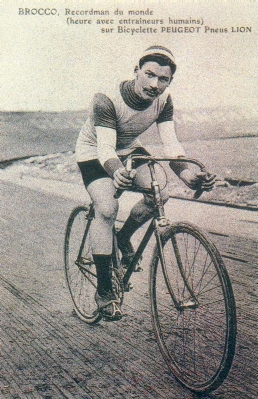
Maurice Brocco

Maurice Brocco (Fismes, 28 de janeiro de 1885 - Erigné, 26 de junho de 1965) foi um ciclista profissional da França.

## Participações no Tour de France
É vencedor de 1 etapa da competição.
- Tour de France 1908 : abandonou na 9ª etapa
- Tour de France 1910 : abandonou na 6ª etapa
- Tour de France 1911 : abandonou na 9ª etapa, vencedor de uma etapa da competição
- Tour de France 1912 : abandonou na 3ª etapa
- Tour de France 1913 : abandonou na 3ª etapa
- Tour de France 1914 : 23º colocado na classificação geral

## Participações no Giro d'Italia
- Giro d'Italia 1910: abandonou
- Giro d'Italia 1911: abandonou